# Coin-lès-Cuvry
Coin-lès-Cuvry és un municipi francès, situat al departament del Mosel·la i a la regió del Gran Est. L'any 2007 tenia 707 habitants.

## Demografia

### Població
El 2007 la població de fet de Coin-lès-Cuvry era de 707 persones. Hi havia 252 famílies, de les quals 28 eren unipersonals (8 homes vivint sols i 20 dones vivint soles), 84 parelles sense fills, 124 parelles amb fills i 16 famílies monoparentals amb fills.
La població ha evolucionat segons el següent gràfic:
Habitants censats

### Habitatges
El 2007 hi havia 267 habitatges, 253 eren l'habitatge principal de la família i 14 estaven desocupats. 237 eren cases i 30 eren apartaments. Dels 253 habitatges principals, 217 estaven ocupats pels seus propietaris, 33 estaven llogats i ocupats pels llogaters i 3 estaven cedits a títol gratuït; 3 tenien dues cambres, 15 en tenien tres, 42 en tenien quatre i 193 en tenien cinc o més. 228 habitatges disposaven pel capbaix d'una plaça de pàrquing. A 75 habitatges hi havia un automòbil i a 166 n'hi havia dos o més.

### Piràmide de població
La piràmide de població per edats i sexe el 2009 era:
| Homes | Edats   | Dones |
| ----- | ------- | ----- |
| 0     | 95 o +  | 0     |
| 0     | 90 a 94 | 0     |
| 0     | 85 a 89 | 8     |
| 0     | 80 a 84 | 0     |
| 4     | 75 a 79 | 0     |
| 4     | 70 a 74 | 12    |
| 8     | 65 a 69 | 4     |
| 20    | 60 a 64 | 12    |
| 24    | 55 a 59 | 16    |
| 28    | 50 a 54 | 32    |
| 24    | 45 a 49 | 20    |
| 44    | 40 a 44 | 48    |
| 28    | 35 a 39 | 36    |
| 20    | 30 a 34 | 24    |
| 8     | 25 a 29 | 8     |
| 8     | 20 a 24 | 0     |
| 28    | 15 a 19 | 20    |
| 44    | 10 a 14 | 32    |
| 32    | 5 a 9   | 20    |
| 24    | 0 a 4   | 16    |

## Economia
El 2007 la població en edat de treballar era de 490 persones, 353 eren actives i 137 eren inactives. De les 353 persones actives 344 estaven ocupades (172 homes i 172 dones) i 9 estaven aturades (1 home i 8 dones). De les 137 persones inactives 57 estaven jubilades, 53 estaven estudiant i 27 estaven classificades com a «altres inactius».

### Ingressos
El 2009 a Coin-lès-Cuvry hi havia 263 unitats fiscals que integraven 734,5 persones, la mediana anual d'ingressos fiscals per persona era de 22.833 €.

### Activitats econòmiques
Dels 28 establiments que hi havia el 2007, 1 era d'una empresa extractiva, 1 d'una empresa de fabricació d'altres productes industrials, 12 d'empreses de construcció, 7 d'empreses de comerç i reparació d'automòbils, 2 d'empreses d'hostatgeria i restauració, 1 d'una empresa financera, 1 d'una empresa immobiliària, 1 d'una empresa de serveis, 1 d'una entitat de l'administració pública i 1 d'una empresa classificada com a «altres activitats de serveis».
Dels 8 establiments de servei als particulars que hi havia el 2009, 1 era un paleta, 3 fusteries, 1 lampisteria, 2 electricistes i 1 restaurant.
L'any 2000 a Coin-lès-Cuvry hi havia 13 explotacions agrícoles que ocupaven un total de 640 hectàrees.

## Equipaments sanitaris i escolars
El 2009 hi havia 1 escola maternal i 1 escola elemental.

## Poblacions més properes
El següent diagrama mostra les poblacions més properes.